# Sachsendorf, Salzland
Sachsendorf là một đô thị thuộc huyện Salzland, bang Saxony-Anhalt, Đức.